# Mel Counts
Melvin Grant "Mel" Counts, född 16 oktober 1941 i Coos Bay, Oregon, är en amerikansk före detta basketspelare.
Counts blev olympisk mästare i basket vid sommarspelen 1964 i Tokyo.